# Закинтос
За́кинтос (греч. Ζάκυνθος), прежде Занте (итал. Zante) — малый город в Греции на востоке острова Закинф. Административный центр общины (дима) Закинтос в периферийной единице Закинтос в периферии Ионические острова. Население 9772 жителя по переписи 2011 года. Помимо официального наименования, также называется Хора — привычное в Греции обозначение города, если название его самого и острова, на котором он расположен, одинаковы.

## История
Закинтос — древнее поселение ахейцев. Систематические раскопки для обнаружения древних поселений до сих пор не были проведены.
В 1185 году Закинтос был захвачен норманнами, что обеспечило ощутимое западное влияние на городской облик и архитектуру. Продолжительное господство Венецианской республики (XIV—XVII в.) наложило отпечаток на общий вид города. По образцу площади Святого Марка в Венеции, в городе возникла площадь Айиу-Марку, на которой находится католическая церковь Святого Марка. Также первая музыкальная школа в современной Греции была основана в Закинтосе, а с ослабеванием венецианского и английского господства в XVIII и XIX вв., расцвела литература. Представитель этой культуры — знаменитый поэт Дионисиос Соломос. В 1864 году закончилось британское господство, и город как часть Ионической республики официально вошёл в состав Греции. После Второй мировой войны город получил признательность за действия своего мэра Лукаса Каррера и греко-православного архиерея во время немецкой оккупации с сентября 1943 по октябрь 1944 года: было укрыто почти 300 евреев.
Город многократно страдал от сильных землетрясений, но каждый раз был заново отстроен. Последнее сильное землетрясение было 12 августа 1953, которое почти полностью уничтожило город. Реконструкция базировалась на старых строительных планах, чтобы город мог сохранить свой прежний облик. Сегодня Закинтос — смесь из новых зданий и реконструированных строений.
На площади Айиу-Марку находится Музей Соломоса и других видных деятелей Закинтоса, восстановленный в 1957 году и открытый в 1966 году. На площади Дионисиу-Солому находится Музей Закинтоса, построенный в 1959 году.
У стен храма святого Дионисия в 2013 году был поставлен бронзовый бюст прославленного российского флотоводца Фёдора Ушакова.

## Сообщество Закинтос
В сообщество Закинтос (Κοινότητα Ζακυνθίων) входит Строфадский монастырь (Μονή Στροφάδων) на острове Стамфанион в группе Строфадес. Население 9773 жителя по переписи 2011 года. Площадь 5,717 квадратного километра.
| Населённый пункт      | Население (2011), человек |
| --------------------- | ------------------------- |
| Закинтос              | 9772                      |
| Строфадский монастырь | 1                         |

## Население
| Год  | Население, человек |
| ---- | ------------------ |
| 1991 | 10 457             |
| 2001 | 11 082             |
| 2011 | ↘ 9772             |

## Уроженцы
- Каррер, Павлос (1829—1896) — один из первых греческих оперных композиторов, автор 12 опер.
- Соломос, Дионисиос (1798—1857) — поэт, автор «Гимна свободе», национального гимна Греции.
- Фосколо, Уго (1778—1827) — поэт и филолог.
- Цокос, Дионисиос (1814—1862) — художник, один из пионеров современной живописи Греции.

## Города-побратимы
- Ночи, Италия
- Рипатрансоне, Италия